# Isaac Nicola
Isaac Nicola Romero (La Habana, Cuba, 11 de abril de 1916 - La Habana, 14 de julio de 1997) fue un prominente guitarrista y profesor cubano, así como uno de los fundadores de la moderna Escuela Cubana de Guitarra.

## Formación académica
Isaac Nicola comenzó a estudiar la guitarra con su madre, Clara Romero, en el Conservatorio Municipal de La Habana. Después de su graduación en 1934, él estudió armonía e historia de la música en el Conservatorio Bach. En 1939, Isaac Nicola continuó su entrenamiento profesional en París con Emilio Pujol, un discípulo de Francisco Tárrega. Él también estudió la vihuela con Pujol y realizó investigaciones sobre la historia y la literatura de la guitarra.

## Obra como guitarrista
En 1940, Nicola regresa a Cuba y viaja de nuevo a Estados Unidos, donde continúa una larga relación de amistad con el guitarrista cubano José Rey de La Torre, junto con el cual ofreció un concierto en La Habana, en 1947. Después de retornar a Cuba, Nicola se enfrascó en un período de actividad como intérprete que culminó en 1957, con un concierto donde estrenó la famosa Danza Característica de Leo Brouwer.

## Obra como profesor
En 1942, Nicola comenzó a enseñar en la organización cultural Pro-Arte Musical en sustitución de su madre, Clara Nicola. En 1948, él ocupó una posición de profesor auxiliar en el Conservatorio Municipal de La Habana, hasta 1951, cuando fue nombrado como profesor titular. 
Desde entonces, Nicola se entregó enteramente a la enseñanza, asistido por otras dedicadas colaboradoras, como las profesoras Marta Cuervo, Clara (Cuqui) Nicola (su propia hermana) y Marianela Bonet.
En esa época, Isaac Nicola procedió a reestructurar el método de guitarra creado por su madre, e incluso añadió mucho de su propia cosecha. Él estableció las bases de un sistema didáctico integral para la enseñanza de la guitarra, que incluyendo la contribución de muchos otros guitarristas, profesores y compositores, sería aplicado más tarde en la formación académica de varias generaciones de guitarristas cubanos. Nicola fue profesor de numerosos destacados guitarristas y profesores cubanos, tales como Leo Brouwer, Jesús Ortega Irusta, Marta Cuervo, Clara (Cuqui) Nicola, Carlos Molina, Flores Chaviano y Efraín Amador Piñero, [[Martín
```
Rojas]], entre muchos otros. Fue además organizador de varios festivales infantiles  de guitarra  en Cuba durante la década del 90, de donde saldrían jóvenes promesas, como los ganadores Jomar Cabrera,  Adrian Perez, y Yoan Yabor, en las ediciones 1996, 1997, y 1998 respectivamente.
```

Isaac Nicola fue uno de los fundadores, en 1982, del Festival Internacional de Guitarra de La Habana, en el cual participó desde entonces como jurado.

## Premios y reconocimientos
- Premio Nacional de Enseñanza Artística (1997)
- Premio Nacional de Música (1997)
- Orden "Félix Varela" (1981)